# Несимулированный секс
В киноиндустрии несимулированный секс — это представление в художественном фильме сексуальных сцен, где актёры участвуют в реальном половом акте, а не просто изображают или имитируют акт. В своё время в Соединённых Штатах Америки такие сцены были ограничены законом и самостоятельно установленными отраслевыми стандартами, такими как Кодекс кинопроизводства. Фильмы, демонстрирующие явную сексуальную активность, были ограничены частно распространяемыми подпольными фильмами, такими как stag films или porn loops. Начиная с конца 1960-х годов, особенно с Blue Movie Энди Уорхола, мейнстрим-фильмы начали раздвигать границы с точки зрения того, что было представлено на экране. Хотя подавляющее большинство сексуальных контактов, изображаемых в мейнстрим-кинематографе, имитируется (в ранней порнографии главные действующие лица занимаются имитированным сексом, со вставками, размещёнными в фильме), в редких случаях актёры занимаются реальным сексом. Разница между этими фильмами и порнографией заключается в том, что, хотя такие сцены могут считаться эротическими, цель этих фильмов не является исключительно порнографической.
Примечательными примерами являются два из восьми фильмов «Bedside-films» и шесть фильмов «Зодиак» 1970-х годов, все они были произведены в Дании и имели много порнографических сексуальных сцен, но тем не менее считались мейнстрим-фильмами, все с мейнстрим-актёрами и съемочными группами, а премьеры проходили в мейнстрим-кинотеатрах. Последний из этих фильмов, «Агент 69 Йенсен в знаке Стрельца», был снят в 1978 году. С конца 1970-х до конца 1990-х годов хардкорные сцены редко можно было увидеть в мейнстрим-кинематографе, но это изменилось с успехом фильма Ларса фон Триера «Идиоты» (1998), который предвещал волну арт-хаусных фильмов с откровенным содержанием, таких как «Романтика» (1999), «Трахни меня» (2000), «Интим» (2001), «Коричневый кролик» Винсента Галло (2003) и «9 песен» Майкла Уинтерботтома (2004). Некоторые имитированные сексуальные сцены достаточно реалистичны, чтобы критики ошибочно полагали, что они реальны, например сцена куннилингуса в фильме 2006 года «Красная дорога».

## Обоснование
В интервью после выхода своего фильма «Любовь» (2015), отвечая на вопрос, почему зрители хотят видеть реалистичные изображения секса, Гаспар Ноэ предположил, что на самом деле речь идёт о властных структурах: «В большинстве обществ, будь то западные или нет, люди хотят контролировать сексуальное поведение или организовывать его в точном контексте. Секс — это как опасная зона. Иногда классовые барьеры рушатся, и это пугает многих людей.
Речь идёт о государствах, контролирующих свои системы, как религия».
Джеймс Франко привёл «эстетические и личные причины», по которым он работал над фильмом «Интерьер. Кожаный бар.» (2013):

Я был частью профессионального мейнстрима кино в течение 17 лет, а затем, в дополнение к этому, я гражданин Соединённых Штатов и, вы знаете, я связан с мейнстримом этой культуры, но я также сделал довольно много изучения квир-теории или New Queer Cinema. Итак, я обнаружил, что моё место, одна вещь, которую моя позиция позволяет, — это способ объединить эти два мира, а также подвергнуть сомнению правила господствующего кино или господствующей культуры, исследовать, почему вещи сделаны такими, какие они есть, почему некоторые предметы представлены так, а не иначе, и как эти вещи формируют нас как людей, как они формируют наши убеждения, как они формируют наш образ жизни. Если мы можем подвергнуть сомнению эти вещи или ввести альтернативные способы взгляда на образ жизни или что бы это ни было в мейнстрим-кинематографе, инди-кинематографе или артхаусе, я думаю, что это может быть только к лучшему. Если будут представлены другие голоса или другие виды дискуссий, сюжетные линии или повествования с разных точек зрения, это только сделает нас богаче как людей.
Оригинальный текст (англ.)I've been a part of professional mainstream film for 17 years, and then in addition to that, I am a citizen of the United States and, you know, I am engaged with its mainstream culture, but I've also done a fair amount of studying queer theory or queer cinema classes. So I’ve found that my place, one thing that my position allows, is a way to bring these two worlds together and also question the rules of mainstream cinema or mainstream culture, to examine why things are made the way that they are, why some subject matter is presented in one way and not another, and how those things shape us as people, how it shapes our beliefs, how it shapes the way that we live. If we can question those things or introduce alternative ways of viewing lifestyles or whatever it might be in mainstream cinema or indie cinema or art cinema, I think it can only be for the good. If other voices or other kinds of discussions or storylines or narratives from different perspectives are introduced, it will only make us richer as a people.
— 

## Производственные вопросы
Некоторые режиссёры открыто обсуждали или писали о технических проблемах, присущих съёмкам реальных сексуальных актов, особенно с актёрами или актрисами, которые никогда не выполняли такие действия на плёнке. В интервью журналу BlackBook Гаспар Ноэ признаёт, что это трудно по нескольким причинам: актёр может быть не в состоянии получить или поддерживать эрекцию в присутствии даже небольшой съёмочной группы или на камеру; у любого из участников может быть текущий партнёр. «Поэтому я решил, что лучший способ показать настоящий секс — это выбрать двух одиноких людей, которые раньше были парой».

## Порнографические фильмы, переизданные для массового выпуска
До появления домашнего видео в мейнстрим-кинотеатрах было выпущено несколько хардкорных порнографических фильмов. В большинстве случаев сцены проникновения либо вырезались, либо заменялись другими кадрами. Единственным исключением из этого правила была «Глубокая глотка», которая была выпущена без цензуры.
Примерами такого типа гибридного релиза являются «Кафе „Плоть“» (1982) года, версия этого научно-фантастического порнофильма с рейтингом R была выпущена в мейнстрим-кинотеатрах; Stocks and Blondes (1984), первоначально известная как Wanda Whips Wall Street; и «Дроид» (1988), первоначально выпущенная как Cabaret Sin в 1987 году.

## Фильмы со сценами несимулированного секса
Приведены лишь те фильмы, о которых есть статья в русской Википедии. Некоторые фильмы, например, «Алиса в Стране чудес», существуют в софткор- и хардкор-версии.
- Грустное кино[14][15][16][17][18] (1969)
- 99 женщин[19] (1969)
- Двуликий[20][21] (1969)
- Тихие дни в Клиши[22] (1970)
- Ящерица под женской кожей[23] (1971)
- Розовые фламинго[24] (1972)
- Горячка[25] (1972)
- Дьявол в мисс Джонс[26] (1973)
- Девственница среди живых мертвецов[27] (1973)
- Вампирша[28] (1973)
- Эммануэль[29] (1974)
- Сладкий фильм[30] (1974)
- Аморальные истории[31][32] (1974)
- Лорна — экзорцист[33][34] (1974)
- Окровавленные губы[35] (1975)
- Говорящая вагина[36] (1975)
- Куколки за колючей проволокой[37] (1975)
- Открытие Мисти Бетховен[38] (1976)
- Алиса в Стране чудес[39] (1976)
- Империя чувств[40][41] (1976)
- Сквозь зеркало[42] (1976)
- Замок женщин[43][44] (1977)
- Эммануэль в Америке[45] (1977)
- Потрошитель из Нотр-Дама[46] (1975)
- Калигула[47] (1979)
- Кровь в Венеции[48] (1979)
- Одержимая дьяволом[49] (1979)
- Такси до туалета[50] (1980)
- Порнохолокост[51] (1981)
- Эммануэль 4[52] (1984)
- Дьявол во плоти[53][54] (1986)
- Эммануэль 5[55] (1987)
- Эммануэль 6[56] (1988)
- Паганини[57] (1989)
- Жизнь Иисуса[58] (1997)
- Идиоты[59] (1998)
- Пола Икс[60][61][62] (1999)
- Трахни меня[63] (2000)
- Интим[64] (2001)
- Порнограф[65] (2001)
- Люсия и секс[66] (2001)
- Тайные страсти[67] (2002)
- Кен Парк[68] (2002)
- Коричневый кролик[69] (2003)
- О, женщины![70] (2003)
- 9 песен[71] (2004)
- Капризное облако[72] (2005)
- Принцессы[73] (2005)
- Спи со мной[74] (2005)
- Клуб «Shortbus»[63][75] (2006)
- Таксидермия[76] (2006)
- Экс-ударник[77] (2007)
- Импорт-экспорт[78] (2007)
- Отто, или В компании мертвецов[79] (2008)
- Антихрист[80] (2009)
- Вход в пустоту[81] (2009)
- Клык[82] (2009)
- Клип[83][84] (2012)
- Рай: Вера[85] (2012)
- Я хочу твоей любви[86] (2012)
- Сексуальные хроники французской семьи[87] (2012)
- Нимфоманка[88] (2013)
- Незнакомец у озера[89] (2013)
- Запретная территория[90] (2013)
- Пазолини[91] (2014)
- Любовь[92] (2015)
- Сильно любимая[93] (2015)
- Тео и Юго в одной лодке[94] (2016)
- Ана, любовь моя[95] (2017)